# Cucumis variabilis
Cucumis variabilis är en gurkväxtart som beskrevs av P.Sebastian och I.Telford. Cucumis variabilis ingår i släktet gurkor, och familjen gurkväxter. Inga underarter finns listade i Catalogue of Life.